# Willy Heger
Willy Heger (Blerick, 26 augustus 1928 - Venlo, 21 juni 2004) is een voormalig Nederlands voetballer die bij voorkeur als middenvelder bij VVV heeft gespeeld.

## Loopbaan
Heger was een echte clubman. Zijn vader, Mon Heger, droeg 20 jaar lang het VVV-shirt. Ook Willy Heger speelde vanaf zijn jeugd bij de Venlose club die in 1954 toetrad tot het betaald voetbal. Op 25 november 1956 scoorde hij zijn enige profdoelpunt, de winnende treffer tijdens een uitwedstrijd bij PSV (0-1). Na meer dan 12 jaar in het eerste elftal te hebben gespeeld, kwam hij in 1957 in conflict met trainer Willy Kment. Heger weigerde tijdens een training op diens bevel zijn alpinopet af te zetten en werd als straf verbannen naar het tweede elftal. Het clubbestuur koos hierbij de zijde van Kment, waarna Heger besloot te bedanken en de club te verlaten. Hij speelde nadien nog enkele jaren in het amateurvoetbal bij JVC '31, Wilhelmina '08 en BEVO als speler/trainer. Daarna werd hij trainer bij Noord-Limburgse clubs onder meer bij HRC '27, Swolgense Boys, VCH en RKSV Venlo. Hij overleed in 2004 op 75-jarige leeftijd.

## Profstatistieken
| Seizoen         | Club            | Competitie      | Competitie | Competitie | Beker | Beker | Overige | Overige | Totaal | Totaal |
| Seizoen         | Club            | Competitie      | Wed.       | Dlp.       | Wed.  | Dlp.  | Wed.    | Dlp.    | Wed.   | Dlp.   |
| --------------- | --------------- | --------------- | ---------- | ---------- | ----- | ----- | ------- | ------- | ------ | ------ |
| 1954/55         | VVV             | Eerste klasse D | 16         | 0          | —     | —     | —       | —       | 16     | 0      |
| 1955/56         | VVV             | Hoofdklasse A   | 34         | 0          | —     | —     | —       | —       | 34     | 0      |
| 1956/57         | VVV             | Eredivisie      | 11         | 1          | 2     | 0     | —       | —       | 13     | 1      |
| Carrière totaal | Carrière totaal | Carrière totaal | 61         | 1          | 2     | 0     | 0       | 0       | 63     | 1      |